# Stardust (radioprogram)
Stardust var ett radioprogram med musikinnehåll i Sveriges Radio som förekommit i två olika perioder med något olika inriktning.
Det ursprungliga Stardust startades i september 1983 och sändes på lördagar under flera år. I programmet spelades jazz och musik ur musicals varvat med intervjuer med kända artister från bägge sidor Atlanten. Programledare var Jan Olsson.
Ett program med samma namn under ledning av Frans Sjöström sändes med start 2002 från Malmö som uppföljning till Smoke Rings.